# Zac Stubblety-Cook
Izaac Stubblety-Cook (né le  4 janvier 1999 à Brisbane) est un nageur australien, spécialiste de la brasse notamment sur 200 mètres.

## Carrière sportive
En 2016, alors âgé de 17 ans, il remporte le 200 mètres brasse aux championnats d'Océanie à Suva. Un an plus tard, il est médaillé de bronze aux championnats du monde juniors de natation 2017 et également médaillé d'argent aux Championnats pan-pacifiques 2018. Il est cependant moins convaincant aux Jeux du Commonwealth de 2018 avec une 10e place ne parvenant pas à se qualifier sur sa distance fétiche. Il participe au 200 mètres brasse masculin aux Championnats du monde de natation 2019 et termine sa finale avec une temps de 2 min 07 s 36 et une quatrième place derrière le nouveau record du monde établit par le Russe Anton Chupkov.
Il frôle le record du monde lors des sélections olympiques australiennes  à Adelaïde en établissant la deuxième meilleure performance de tous les temps sur 200 m brasse avec 2 min 06 s 28.  Il est sacré champion olympique aux Jeux olympiques d'été de 2020 améliorant le record olympique avec un chrono de 2 min 06 s 38. Il décroche également une médaille de bronze par équipe lors du relais mixte  4 × 100 m 4 nages. Il est par contre éliminé dès les séries sur l’épreuve individuelle du 100 m brasse.
En 2022, lors des championnats du monde à Budapest il remporte le titre planétaire sur son épreuve de prédilection le 200 m brasse.
L'année suivante aux championnats du monde à Fukuoka, il ne parvient pas à conserver son titre, battu par le nageur chinois Qin Haiyang.

## Palmarès

### Jeux olympiques d'été
- Jeux olympiques 2020 à Tokyo ( Japon) :
  -  Médaille d'or du 200 m brasse.
  -  Médaille de bronze du relais 4 × 100 m quatre nages.
- Jeux olympiques 2024 à Paris ( France) :
  -  Médaille d'argent du 200 m brasse.

### Championnats du monde

#### En grand bassin
- Championnats du monde 2019 à Gwangju ( Corée du Sud) :
  - 4e du 200 m brasse.
- Championnats du monde 2022 à Budapest ( Hongrie) :
  -  Médaille d'or du 200 m brasse.
  -  Médaille d'argent du relais 4 × 100 m quatre nages mixte.
- Championnats du monde 2023 à Fukuoka ( Japon) :
  -  Médaille d'argent du 200 m brasse.
  -  Médaille d'argent du relais 4 × 100 m quatre nages mixte.
  -  Médaille de bronze du relais 4 × 100 m quatre nages.

### Jeux du Commonwealth
- Jeux du Commonwealth de 2022 à Birmingham ( Angleterre) :
  -  Médaille d'or du 200 m brasse.
  -  Médaille d'or du relais 4 x 100 m quatre nages mixte.
  -  Médaille d'argent du 100 m brasse.
  -  Médaille d'argent du relais 4 × 100 m quatre nages.